# Mistrzostwa Ameryki Południowej w Piłce Siatkowej Kobiet 2011
XXIX Mistrzostwa Ameryki Południowej w Piłce Siatkowej Kobiet  odbyły się w Peru w mieście Callao między 28 września a 2 października 2011 roku.
Tytułu broniły Brazylijki  i po raz dziewiąty z rzędu wygrały pokonując w finale w trzech setach Argentynę (25–10, 25–7, 25–17). Był to siedemnasty złoty medal mistrzostw Ameryki Południowej w piłce siatkowej kobiet w historii brazylijskiej siatkówki żeńskiej.
Najbardziej wartościowym graczem turnieju (MVP) została brazylijska siatkarka Sheilla Castro.

## System rozgrywek
Do turnieju zakwalifikowało się osiem reprezentacji, które zostały podzielone na 2 grupy: A i B.
Z mistrzostw wycofała się reprezentacja Boliwii
Dwie najlepsze zespoły z poszczególnych grup awansowały do półfinałów, po których rozegrano mecz o 3. miejsce i finał.
Drużyny, które w swoich grupach zajęły pozycje 3-4, grały o końcowe rozstawienie na miejscach 5-7.

## Drużyny uczestniczące
| Grupa A                                      | Grupa B                           |
| -------------------------------------------- | --------------------------------- |
| Kolumbia Peru Urugwaj Boliwia (wycofała się) | Argentyna Brazylia Chile Paragwaj |

## Faza grupowa

### Grupa A
Tabela
| Lp. | Drużyna  | Pkt | Mecze | Mecze   | Mecze   | Sety | Sety | Sety  | Małe punkty | Małe punkty | Małe punkty |
| Lp. | Drużyna  | Pkt | M     | W (3:2) | P (2:3) | wyg. | prz. | ratio | zdob.       | str.        | ratio       |
| --- | -------- | --- | ----- | ------- | ------- | ---- | ---- | ----- | ----------- | ----------- | ----------- |
| 1   | Peru     | 6   | 2     | 2 (0)   | 0 (0)   | 6    | 1    | 6.000 | 168         | 126         | 1.333       |
| 2   | Kolumbia | 3   | 2     | 1 (0)   | 1 (0)   | 4    | 3    | 1.333 | 162         | 138         | 1.174       |
| 3   | Urugwaj  | 0   | 2     | 0 (0)   | 2 (0)   | 0    | 6    | 0.000 | 84          | 150         | 0.560       |

Źródło: voleysur.org
Punktacja: 3:0 i 3:1 – 3 pkt; 3:2 – 2 pkt; 2:3 – 1 pkt; 1:3 i 0:3 – 0 pkt
Zasady ustalania kolejności: 1. liczba punktów; 2. liczba zwycięstw; 3. stosunek setów; 4. stosunek małych punktów; 5. bilans w bezpośrednich meczach
Wyniki
| Data  | Reprezentacja 1 | Wynik | Reprezentacja 2 | Set 1 | Set 2 | Set 3 | Set 4 | Set 5 |
| ----- | --------------- | ----- | --------------- | ----- | ----- | ----- | ----- | ----- |
| 28.09 | Peru            | 3:1   | Kolumbia        | 25:23 | 25:22 | 18:25 | 25:17 |       |
| 29.09 | Peru            | 3:0   | Urugwaj         | 25:13 | 25:13 | 25:13 |       |       |
| 30.09 | Kolumbia        | 3:0   | Urugwaj         | 25:13 | 25:10 | 25:22 |       |       |

### Grupa B
Tabela
| Lp. | Drużyna   | Pkt | Mecze | Mecze   | Mecze   | Sety | Sety | Sety  | Małe punkty | Małe punkty | Małe punkty |
| Lp. | Drużyna   | Pkt | M     | W (3:2) | P (2:3) | wyg. | prz. | ratio | zdob.       | str.        | ratio       |
| --- | --------- | --- | ----- | ------- | ------- | ---- | ---- | ----- | ----------- | ----------- | ----------- |
| 1   | Brazylia  | 9   | 3     | 3 (0)   | 0 (0)   | 9    | 0    | MAX   | 225         | 87          | 2.586       |
| 2   | Argentyna | 6   | 3     | 2 (0)   | 1 (0)   | 6    | 3    | 2.000 | 187         | 145         | 1.290       |
| 3   | Chile     | 3   | 3     | 1 (0)   | 2 (0)   | 3    | 6    | 0.500 | 141         | 219         | 0.644       |
| 4   | Paragwaj  | 0   | 3     | 0 (0)   | 3 (0)   | 0    | 9    | 0.000 | 126         | 225         | 0.560       |

Źródło: voleysur.org
Punktacja: 3:0 i 3:1 – 3 pkt; 3:2 – 2 pkt; 2:3 – 1 pkt; 1:3 i 0:3 – 0 pkt
Zasady ustalania kolejności: 1. liczba punktów; 2. liczba zwycięstw; 3. stosunek setów; 4. stosunek małych punktów; 5. bilans w bezpośrednich meczach
Wyniki
| Data  | Reprezentacja 1 | Wynik | Reprezentacja 2 | Set 1 | Set 2 | Set 3 | Set 4 | Set 5 |
| ----- | --------------- | ----- | --------------- | ----- | ----- | ----- | ----- | ----- |
| 28.09 | Argentyna       | 3:0   | Chile           | 25:10 | 25:15 | 25:12 |       |       |
| 28.09 | Brazylia        | 3:0   | Paragwaj        | 25:7  | 25:9  | 25:8  |       |       |
| 29.09 | Argentyna       | 3:0   | Paragwaj        | 25:6  | 25:10 | 25:17 |       |       |
| 29.09 | Brazylia        | 3:0   | Chile           | 25:8  | 25:9  | 25:9  |       |       |
| 30.09 | Chile           | 3:0   | Paragwaj        | 26:24 | 25:20 | 27:25 |       |       |
| 30.09 | Brazylia        | 3:0   | Argentyna       | 25:19 | 25:10 | 25:8  |       |       |

## Faza finałowa

### Mecze o miejsca 5-7
|  |                     |                     |                     |                |   |                   |                   |                   |
|  | Mecz o 5-7. miejsce | Mecz o 5-7. miejsce | Mecz o 5-7. miejsce |                |   | Mecz o 5. miejsce | Mecz o 5. miejsce | Mecz o 5. miejsce |
|  | Mecz o 5-7. miejsce | Mecz o 5-7. miejsce | Mecz o 5-7. miejsce |                |   | Mecz o 5. miejsce | Mecz o 5. miejsce | Mecz o 5. miejsce |
|  | 1 października      |                     |                     |                |   |                   |                   |                   |
|  |                     |                     |                     |                |   |                   |                   |                   |
|  | Urugwaj             | Urugwaj             | 3                   |                |   |                   |                   |                   |
|  | Urugwaj             | Urugwaj             | 3                   | 2 października |   |                   |                   |                   |
|  | Paragwaj            | Paragwaj            | 0                   |                |   |                   |                   |                   |
|  | Paragwaj            | Paragwaj            | 0                   |                |   | Urugwaj           | Urugwaj           | 3                 |
|  |                     |                     |                     |                |   | Urugwaj           | Urugwaj           | 3                 |
|  |                     |                     | Chile               | Chile          | 1 |                   |                   |                   |
|  | Chile               | Chile               | Chile               | Chile          | 1 | -                 |                   |                   |
|  | Chile               | Chile               |                     |                |   |                   |                   |                   |
|  |                     |                     |                     |                |   |                   |                   |                   |
|  |                     |                     | Mecz o 3. miejsce   |                |   |                   |                   |                   |
|  |                     |                     |                     |                |   |                   |                   |                   |
|  |                     |                     |                     |                |   |                   |                   |                   |
|  |                     |                     |                     |                |   |                   |                   |                   |
|  | Paragwaj            | Paragwaj            | -                   |                |   |                   |                   |                   |
|  | Paragwaj            | Paragwaj            | -                   |                |   |                   |                   |                   |
|  |                     |                     |                     |                |   |                   |                   |                   |
|  |                     |                     |                     |                |   |                   |                   |                   |

#### Mecz o 5-7. miejsce
| Data | Reprezentacja 1 | Wynik | Reprezentacja 2 | Set 1 | Set 2 | Set 3 | Set 4 | Set 5 |
| ---- | --------------- | ----- | --------------- | ----- | ----- | ----- | ----- | ----- |
| 1.10 | Urugwaj         | 3:0   | Paragwaj        | 25:6  | 25:14 | 25:13 |       |       |

#### Mecz o 5. miejsce
| Data | Reprezentacja 1 | Wynik | Reprezentacja 2 | Set 1 | Set 2 | Set 3 | Set 4 | Set 5 |
| ---- | --------------- | ----- | --------------- | ----- | ----- | ----- | ----- | ----- |
| 2.10 | Urugwaj         | 3:1   | Chile           | 25:16 | 24:26 | 25:18 | 25:19 |       |

### Mecze o miejsca 1-4
|  |                |           |           |                   |   |           |           |       |
|  | Półfinały      | Półfinały | Półfinały |                   |   | Finał     | Finał     | Finał |
|  | Półfinały      | Półfinały | Półfinały |                   |   | Finał     | Finał     | Finał |
|  | 1 października |           |           |                   |   |           |           |       |
|  |                |           |           |                   |   |           |           |       |
|  | Peru           | Peru      | 0         |                   |   |           |           |       |
|  | Peru           | Peru      | 0         | 2 października    |   |           |           |       |
|  | Argentyna      | Argentyna | 3         |                   |   |           |           |       |
|  | Argentyna      | Argentyna | 3         |                   |   | Argentyna | Argentyna | 0     |
|  | 1 października |           |           |                   |   | Argentyna | Argentyna | 0     |
|  |                |           | Brazylia  | Brazylia          | 3 |           |           |       |
|  | Brazylia       | Brazylia  | Brazylia  | Brazylia          | 3 | 3         |           |       |
|  | Brazylia       | Brazylia  |           |                   |   |           |           |       |
|  | Kolumbia       | Kolumbia  | 0         |                   |   |           |           |       |
|  | Kolumbia       | Kolumbia  | 0         | Mecz o 3. miejsce |   |           |           |       |
|  |                |           |           |                   |   |           |           |       |
|  | 2 października |           |           |                   |   |           |           |       |
|  |                |           |           |                   |   |           |           |       |
|  | Peru           | Peru      | 3         |                   |   |           |           |       |
|  | Peru           | Peru      | 3         |                   |   |           |           |       |
|  | Kolumbia       | Kolumbia  | 1         |                   |   |           |           |       |
|  | Kolumbia       | Kolumbia  | 1         |                   |   |           |           |       |

#### Półfinały
| Data | Reprezentacja 1 | Wynik | Reprezentacja 2 | Set 1 | Set 2 | Set 3 | Set 4 | Set 5 |
| ---- | --------------- | ----- | --------------- | ----- | ----- | ----- | ----- | ----- |
| 1.10 | Peru            | 0:3   | Argentyna       | 15:25 | 23:25 | 24:26 |       |       |
| 1.10 | Brazylia        | 3:0   | Kolumbia        | 25:18 | 25:7  | 25:20 |       |       |

#### Mecz o 3. miejsce
| Data | Reprezentacja 1 | Wynik | Reprezentacja 2 | Set 1 | Set 2 | Set 3 | Set 4 | Set 5 |
| ---- | --------------- | ----- | --------------- | ----- | ----- | ----- | ----- | ----- |
| 2.10 | Peru            | 3:1   | Kolumbia        | 25:23 | 25:22 | 23:25 | 25:22 |       |

#### Finał
| Data  | Reprezentacja 1 | Wynik | Reprezentacja 2 | Set 1 | Set 2 | Set 3 | Set 4 | Set 5 |
| ----- | --------------- | ----- | --------------- | ----- | ----- | ----- | ----- | ----- |
| 28.09 | Argentyna       | 0:3   | Brazylia        | 10:25 | 7:25  | 17:25 |       |       |

| MISTRZ AMERYKI POŁUDNIOWEJ 2011                |
| ---------------------------------------------- |
| BRAZYLIA 17. TYTUŁ MISTRZA AMERYKI POŁUDNIOWEJ |

## Klasyfikacja końcowa
| Miejsce | Zespół    |
| ------- | --------- |
|         | Brazylia  |
|         | Argentyna |
|         | Peru      |
| 4.      | Kolumbia  |
| 5.      | Urugwaj   |
| 6.      | Chile     |
| 7.      | Paragwaj  |

## Nagrody indywidualne
| MVP            | Najlepsza punktująca | Najlepsza blokująca | Najlepsza atakująca   | Najlepsza przyjmująca | Najlepsza broniąca | Najlepsza zagrywająca | Najlepsza rozgrywająca | Najlepsza libero |
| -------------- | -------------------- | ------------------- | --------------------- | --------------------- | ------------------ | --------------------- | ---------------------- | ---------------- |
| Sheilla Castro | Madelaynne Montaño   | Fabiana Claudino    | Marianne Steinbrecher | Vanessa Palacios      | Lucia Gaido        | Lorena Zuleta         | Elena Keldibekova      | Fabi             |